# 遠矢駅
遠矢駅（とおやえき）は、北海道釧路郡釧路町遠矢2丁目にある北海道旅客鉄道（JR北海道）釧網本線の駅である。駅番号はB55。事務管理コードは▲111601。

## 歴史

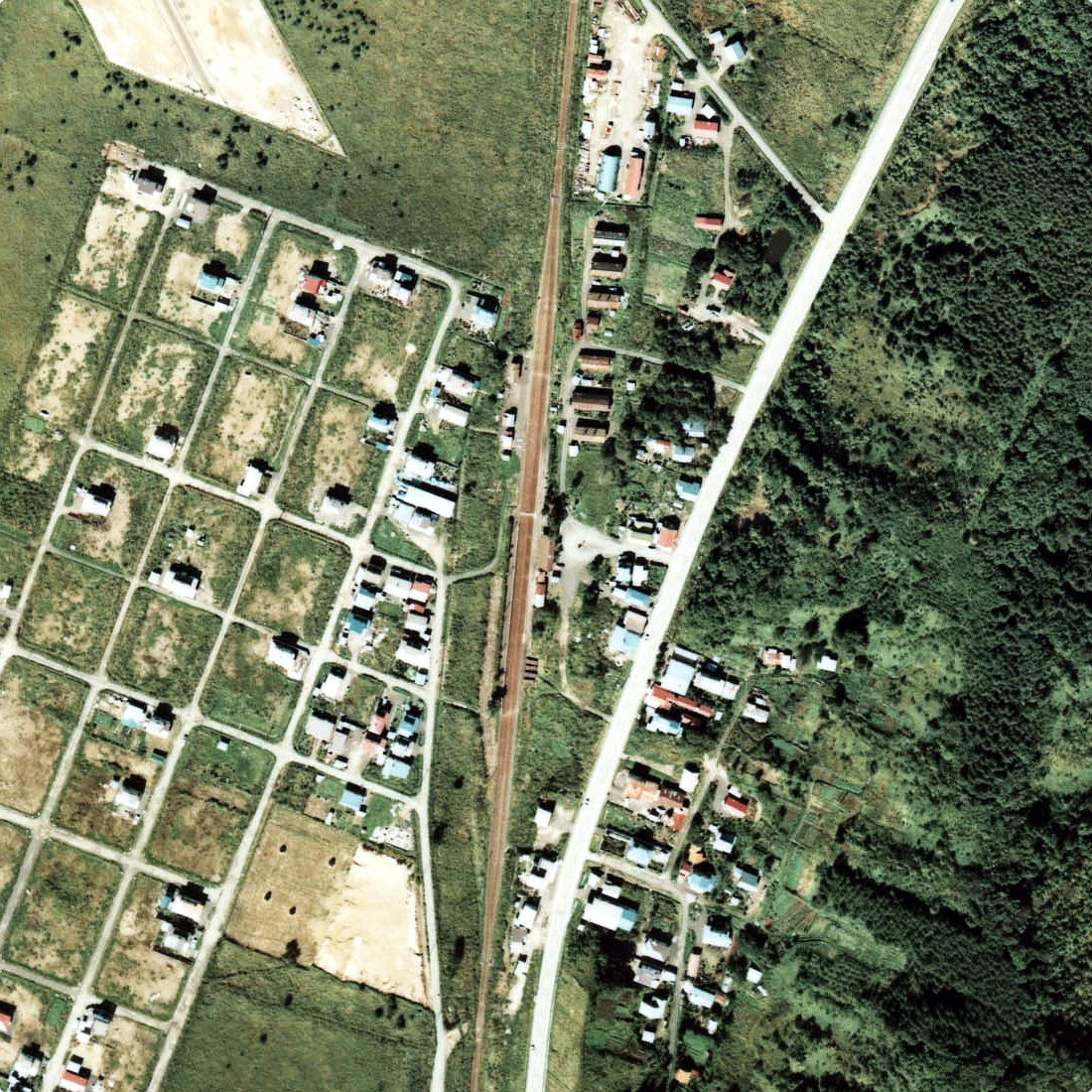
1977年の遠矢駅と周囲約500m範囲。上が網走方面。かつて周囲は戦中から戦後にかけての乱伐による禿山が控える湿原脇の寂しい耕作地帯であったが、山に木々が戻り、駅裏に造成されたばかりの住宅地が見える。構内踏切で連絡する、ずれた形の相対式ホーム2面2線を有しているが、比較的早い時期に貨物取扱いを止めていて、駅裏側の貨物線は撤去されている。駅舎横の釧路側にあった貨物ホームと引込み線は薄い軌道跡の痕跡以外跡形も無い。後に相対側ホームと線路が撤去されて駅舎側ホームに棒線化されたが、代わりに駅舎横の元の貨物ホーム側へ保線用の引込み線が敷かれている。

- 1927年（昭和2年）9月15日：鉄道省釧網本線釧路駅[注 1] - 標茶駅間開業に伴い開業（一般駅）[3]。
- 1960年（昭和35年）7月10日：貨物取扱い廃止[4]。
- 1973年（昭和48年）2月5日：駅員配置が運転扱い要員のみとなる[5]。荷物取扱い廃止[1]。
- 時期不詳：簡易委託化（連査閉塞運転要員はそのまま配置）。
- 1986年（昭和61年）11月1日：駅員配置終了[6]。特殊自動閉塞（電子符号照査式）導入と同時に交換設備を廃止。
- 1987年（昭和62年）4月1日：国鉄分割民営化によりJR北海道に継承[1]。
- 1988年（昭和63年）：駅舎改築。
- 1992年（平成4年）4月1日：簡易委託廃止、完全無人化。

### 駅名の由来
所在地名より。アイヌ語の「トヤ（to-ya）」（沼の岸）に由来するが、沼は現存しない。

## 駅構造
単式ホーム1面1線の地上駅。旧下り本線が使われており、かつては上り本線（相対式ホーム）も有し列車交換が可能であった。釧路駅管理の無人駅である。

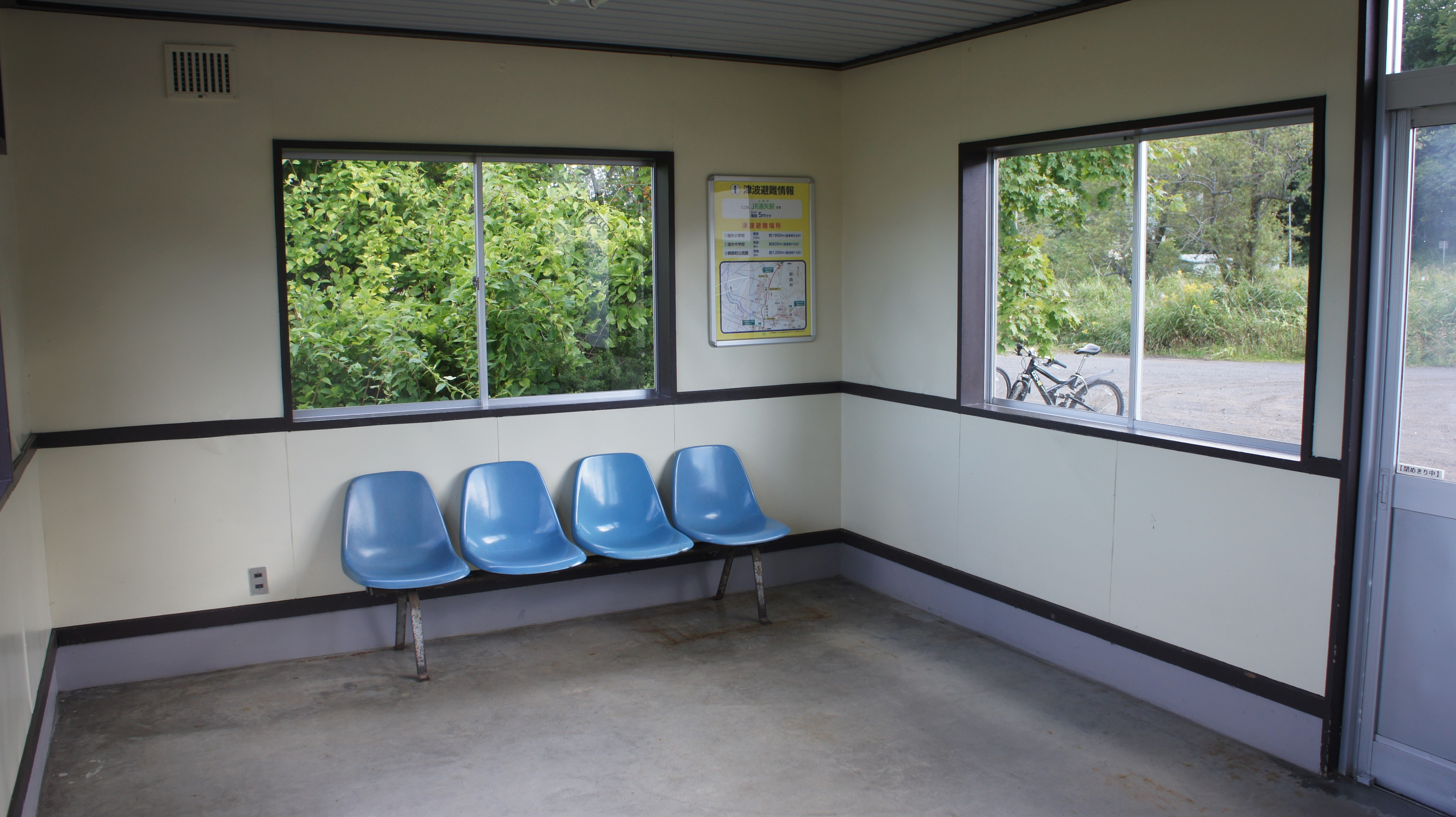
待合室（2018年9月）
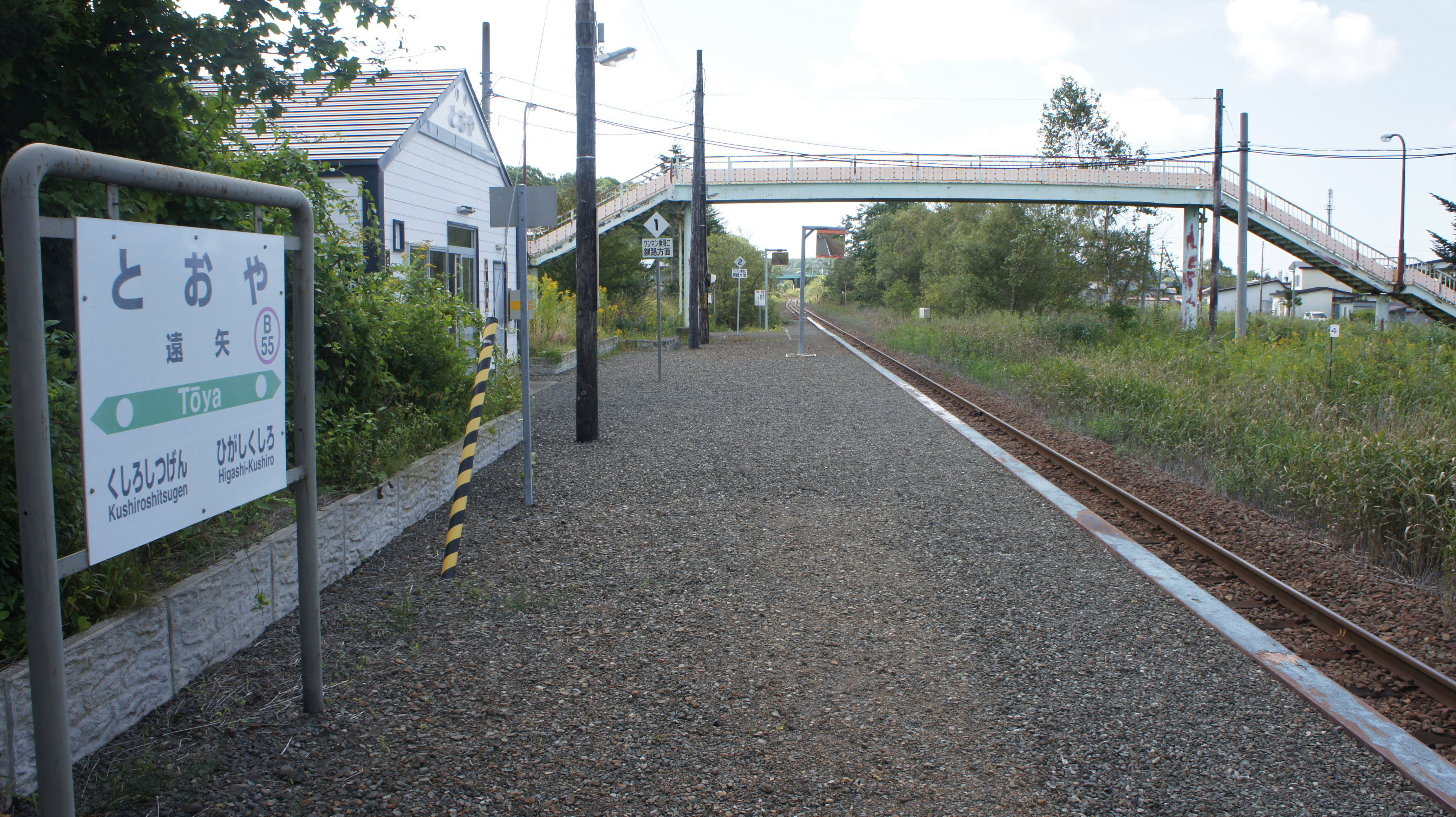
ホーム（2018年9月）
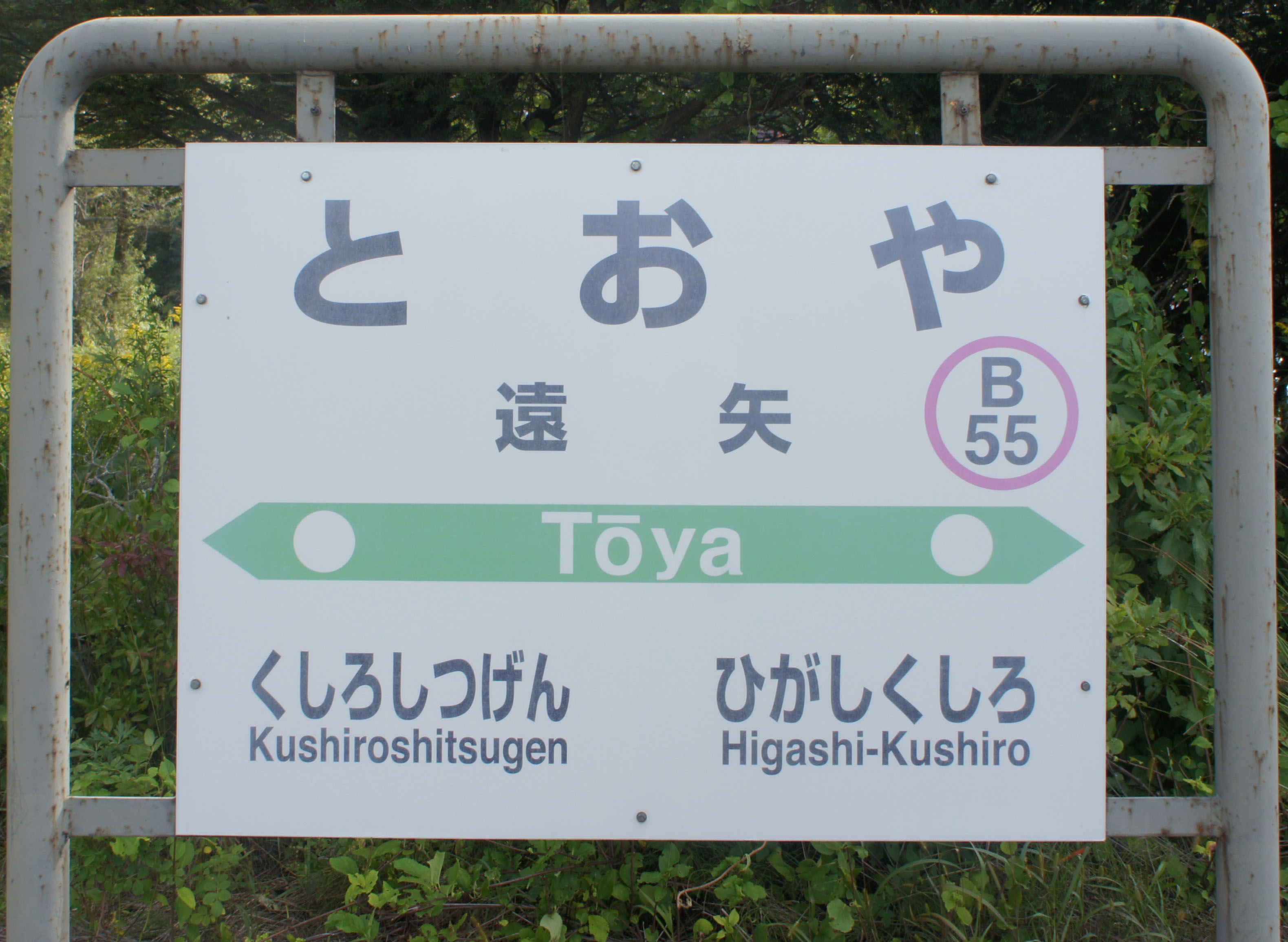
駅名標（2018年9月）

## 利用状況
乗車人員の推移は以下のとおり。年間の値のみ判明している年については、当該年度の日数で除した値を括弧書きで1日平均欄に示す。乗降人員のみが判明している場合は、1/2した値を括弧書きで記した。
また、「JR調査」については、当該の年度を最終年とする過去5年間の各調査日における平均である。
| 年度               | 乗車人員 | 乗車人員 | 乗車人員 | 出典       | 備考 |
| 年度               | 年間     | 1日平均  | JR調査   | 出典       | 備考 |
| ------------------ | -------- | -------- | -------- | ---------- | ---- |
| 1978年（昭和53年） |          | 65       |          | [ 10 ]     |      |
| 2016年（平成28年） |          |          | 22.8     | [ JR北 1 ] |      |
| 2017年（平成29年） |          |          | 19.6     | [ JR北 2 ] |      |
| 2018年（平成30年） |          |          | 15.4     | [ JR北 3 ] |      |
| 2019年（令和元年） |          |          | 12.0     | [ JR北 4 ] |      |
| 2020年（令和02年） |          |          | 11.6     | [ JR北 5 ] |      |
| 2021年（令和03年） |          |          | 12.8     | [ JR北 6 ] |      |
| 2022年（令和04年） |          |          | 12.2     | [ JR北 7 ] |      |
| 2023年（令和05年） |          |          | 11.8     | [ JR北 8 ] |      |

## 駅周辺
釧路市のベッドタウンとして急速に宅地化が進む。
- 国道391号
- 釧路町役場遠矢支所
- 釧路警察署遠矢交番
- 遠矢郵便局
- 標茶町農業協同組合（JA標茶町）釧路町支所
- 太平洋レミコン釧路工場
- 岩保木山展望台
- 南蛮酊（なんばんてい）（ザンタレが名物料理）
- くしろバス「遠矢4丁目」停留所[11]

## 隣の駅
北海道旅客鉄道（JR北海道）
■釧網本線
塘路駅 (B58) - *（臨）細岡駅 (B57) - **釧路湿原駅 (B56) - 遠矢駅 (B55) - 東釧路駅 (B54)
*:細岡駅は、冬季間は全列車が（一部列車は通年）通過する。
**:釧路湿原駅は、一部列車が通過する。